# Gebietskörperschaft (Deutschland)
Eine Gebietskörperschaft ist in Deutschland eine Körperschaft des öffentlichen Rechts, die die Gebietshoheit auf einem räumlich abgegrenzten Teil des Staatsgebietes besitzt.

## Kriterien einer Gebietskörperschaft
Gebietskörperschaften weisen folgende gemeinsame Kriterien auf:
Pflichtmitgliedschaft
Alle Bürger mit Wohnsitz auf dem Gebiet einer Gebietskörperschaft sind Pflichtmitglieder der Gebietskörperschaft.
Gebietshoheit
Die Gebietskörperschaft ist berechtigt, auf ihrem Gebiet gegenüber allen, die sich dort aufhalten, Gebietshoheit auszuüben, das heißt, Akte der Staatsgewalt zu setzen, z. B. Abgaben zu erheben oder Satzungen zu erlassen.
Mitbestimmung
In jeder Gebietskörperschaft sind Organe der Willensbildung und Mitbestimmung durch die gebietsangehörigen Personen zu bilden. Die Organe der Gebietskörperschaft werden von den Bürgern durch Wahlen bestimmt. Die Gebietskörperschaft organisiert sich selbstständig.
Öffentliches Recht
Als Körperschaft des öffentlichen Rechts unterliegt die Gebietskörperschaft jener Rechtsordnung, die das Verhältnis zwischen Trägern der öffentlichen Gewalt (Gebietskörperschaften und öffentlich-rechtlichen Unternehmen) und Privatrechtssubjekten (natürliche oder juristische Personen des Privatrechts) regelt.
Wesentlich ist das unmittelbare Verhältnis, das zwischen Personen, Flächen und hoheitlicher Gewalt besteht.

## Überblick
Bei einer Gebietskörperschaft handelt es sich um eine Organisationseinheit, der einzelne Aufgaben für einen bestimmten Teil des Staatsgebiets zugewiesen sind. Die Aufgaben und Grenzen der Gebietskörperschaften sind staatsrechtlich geregelt (siehe Verfassung). Ihre Arbeitsweise unterhalb der Landesebene zeichnet sich durch Selbstorganisation und kommunale Selbstverwaltung aus, die eigene Organe (z. B. Bürgermeister, Gemeinderat) im Rahmen der ihnen zugewiesenen Aufgaben ausführen. Im Gegensatz zu anderen kommunalen Körperschaften wie dem Amt hat die Gebietskörperschaft eine direkt gewählte Vertretungskörperschaft.
Teile des Staatsgebiets können gleichzeitig verschiedenen Gebietskörperschaften auf unterschiedlicher Ebene zugewiesen sein. Bestes Beispiel hierfür sind die kommunalen Gebietskörperschaften Gemeinde und Landkreis.
In der Volkswirtschaftlichen Gesamtrechnung (VGR) werden die Finanzen der Gebietskörperschaften, hier verstanden als „Bund“, „Länder“ und „Kommunen“ zusammengefasst (aggregiert). Zusammen mit der Sozialversicherung bilden die Gebietskörperschaften den Sektor „Staat“.
Gebietskörperschaften sind öffentliche Auftraggeber im Sinne des Vergaberechts.
Gebietskörperschaften sind in Deutschland
- der Bund und die Länder,[3]
- die Kreise bzw. Landkreise einschließlich des Regionalverbandes Saarbrücken, der Region Hannover und der Städteregion Aachen,
- die Gemeinden einschließlich der Städte, kreisfreien Städte und Stadtkreise,
- die Bezirke in Bayern und der Bezirksverband Pfalz in Rheinland-Pfalz
- sowie die Verbandsgemeinden in Rheinland-Pfalz und Sachsen-Anhalt.

Keine Gebietskörperschaften, aber Körperschaften des öffentlichen Rechts sind
- die Höheren Kommunalverbände außerhalb Bayerns und der Pfalz (der Kommunalverband für Jugend und Soziales Baden-Württemberg, der Landeswohlfahrtsverband Hessen, der Kommunale Sozialverband Mecklenburg-Vorpommern, die Ostfriesische Landschaft, die Landschaftsverbände in Nordrhein-Westfalen, der Landesverband Lippe, der Regionalverband Ruhr und der Kommunale Sozialverband Sachsen),
- die zum Zwecke der gemeinsamen Verwaltung errichteten kommunalen Bundkörperschaften (die Verwaltungsgemeinschaften in Bayern und Thüringen, die Ämter in Brandenburg, Mecklenburg-Vorpommern und Schleswig-Holstein, die Gemeindeverwaltungsverbände in Baden-Württemberg und Hessen, die Samtgemeinden in Niedersachsen und die Verwaltungsverbände in Sachsen),
- die zum Zwecke der Regionalplanung von den Ländern geschaffenen Körperschaften (z. B. die Regionalverbände in Baden-Württemberg und die Regionalen Planungsverbände in Bayern, Mecklenburg-Vorpommern und Sachsen)
- sowie die Zweckverbände.

Keine Gebietskörperschaften und auch keine Körperschaften des öffentlichen Rechts sind
- die Mittel- und Unterbehörden der unmittelbaren Landes- und Bundesverwaltung und ihre Zuständigkeitsbezirke (z. B. die Regierungsbezirke als Zuständigkeitsbezirke der Bezirksregierungen, Regierungen bzw. Regierungspräsidien),
- die Berliner Bezirke als nicht rechtsfähige Selbstverwaltungseinheiten,
- nicht rechtsfähige Formen von Verwaltungskooperation und ihre Zuständigkeitsgebiete (z. B. die Vereinbarten Verwaltungsgemeinschaften in Baden-Württemberg und die Verwaltungsgemeinschaften in Sachsen und Schleswig-Holstein),
- privatrechtlich organisierte Träger öffentlicher Aufgaben (z. B. die als eingetragene Vereine organisierten Landschaftsverbände in Niedersachsen),
- Untergliederungen von Gemeinden wie Stadtbezirke, Stadtteile, Ortsbezirke, Ortsteile und Ortschaften,
- sowie amtliche statistische Gebietseinheiten (z. B. die NUTS-Regionen und LAUs der EU).